# Icelia brasiliensis
Icelia brasiliensis är en tvåvingeart som beskrevs av Robineau-desvoidy 1830. Icelia brasiliensis ingår i släktet Icelia och familjen parasitflugor. Inga underarter finns listade i Catalogue of Life.